# هنري إيتون مور
هنري إيتون مور (بالإنجليزية: Henry Eaton Moore)‏ هو ملحن أمريكي، ولد في 21 يوليو 1803، وتوفي في 23 أكتوبر 1841.